# 미드 아메리카 침례신학대학교
미드 아메리카 침례신학대학교(Mid-America Baptist Theological Seminary)는 미국 테네시주 코도바에 있는 사립 기독교 대학이다. 1971년 첫 개교되었다. 대한민국 출신 동문으로는 도한호 박사가 있다.

## 학위 종류
- Associate of Divinity
- Associate of Christian Education
- Bachelor of Arts in Christian Studies
- Master of Divinity
- Master of Missiology
- Master of Arts in Christian Education
- Master of Christian Education
- Doctor of Ministry
- Doctor of Philosophy